# Lilienfeld
Lilienfeld è un comune austriaco di 2 921 abitanti nel distretto di Lilienfeld, in Bassa Austria, del quale è capoluogo; ha lo status di città capoluogo di distretto (Bezirkshauptstadt).

## Geografia
Le comuni catastali sono Dörfl, Hintereben, Jungherrntal, Lilienfeld, Marktl, Schrambach, Stangental, Vordereben e Zögersbach.